# Oscar Gelbfuhs
Oscar Gelbfuhs (* 9. November 1852 in Mährisch-Sternberg; † 27. September 1877 in Teschen, Österreichisch-Schlesien) war ein österreichisch-ungarischer Schachspieler.
Gelbfuhs war ein vielversprechender Schachmeister. Der Jurist starb jedoch vor Entfaltung seines Talentes bereits in seinem 25. Lebensjahr.
Als Teilnehmer des internationalen Wiener Meisterturniers im Jahr 1873 regte er an, „man solle nach Schluss des Turniers eine zweite Tabelle, eine Qualitätstabelle, anlegen und in dieselbe jede ganz und halb gewonnenen Partie mit der Ziffer des ganzen oder halben Standes desjenigen Gegners eintragen, gegen welchen der ganze oder halbe Gewinn erzielt wurde“. Damit war er ein Urheber des später weiterentwickelten Sonneborn-Berger-Systems. 
Gelbfuhs' Wertungssystem wurde bis zur Entwicklung des Sonneborn-Berger-Systems auf Schachturnieren häufig angewandt.